# NGC 47

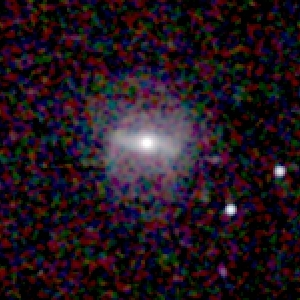
NGC 47 par 2MASS (proche-infrarouge)

NGC 47 est une vaste galaxie spirale barrée située dans la constellation de la Baleine. NGC 47 a été découverte par Ernst Wilhelm Tempel en 1886. Cette galaxie a aussi été observée par l'astronome américain Lewis Swift le 21 octobre 1886 et elle a été inscrite au New General Catalogue sous la désignation NGC 58.

## Caractéristiques
Sa vitesse par rapport au fond diffus cosmologique est de 5 354 ± 24 km/s, ce qui correspond à une distance de Hubble de 79,0 ± 5,5 Mpc (∼258 millions d'al).
La classe de luminosité de NGC 47 est II-III et elle présente une large raie HI.
En raison d'une brillance de surface égale à 14,81 mag/am2, on peut qualifier NGC 47 de galaxie à faible brillance de surface (LSB en anglais pour low surface brightness). Les galaxies LSB sont des galaxies diffuses (D) avec une brillance de surface inférieure de moins d'une magnitude à celle du ciel nocturne ambiant.